# Hustler's Ambition
Hustler's Ambition é um single de 50 Cent da trilha sonora do filme Fique Rico ou Morra Tentando, DVD lançado em 2005. É o primeiro single do filme nos Estados Unidos e o segundo na Grã-Bretanha e Austrália. Também foi lançado como uma faixa bônus do seu terceiro álbum de estúdio, Curtis, Foi produzida por B-Money "B$". O som contém amostra de "I Need You" de Maze.

## Lista de faixas
- Download Digital (Estados Unidos)[3]

1. "Hustler's Ambition" – 3:58
2. "Hustler's Ambition"  (Versão Censurada)  – 3:58

- Single CD (Alemanha)[4]

1. "Hustler's Ambition" – 3:58
2. "In da Club"  (Versão de show em Glasgow)  – 3:06
3. "P.I.M.P."  (Versão de show em Glasgow)  – 2:42
4. "Hustler's Ambition"  (Versão editada do Reino Unido)  – 4:55

## Histórico de Lançamento
| País           | Data                    | Formato          | Gravadora          |
| -------------- | ----------------------- | ---------------- | ------------------ |
| United States  | 11 de Outubro de 2005   | Download digital | Interscope Records |
| Reino Unido    | 27 de Janeiro de 2006   | Download digital | Interscope Records |
| Reino Unido    | 30 de Janeiro de 2006   | Single CD        | Interscope Records |
| Reino Unido    | 30 de Janeiro de 2006   | Single Vinil     | Interscope Records |
| Estados Unidos | 7 de Fevereiro de 2006  | Single CD        | Interscope Records |
| Alemanha       | 10 de Fevereiro de 2006 | Single CD        | Interscope Records |

## Gráficos
| da (2005)                       | Posição topo |
| ------------------------------- | ------------ |
| Billboard Hot 100               | 65           |
| Billboard Hot R&B/Hip-Hop Songs | 64           |
| Billboard Pop 100               | 49           |
| UK Singles Chart                | 13           |